# Distrito de San Pedro de Casta

Provincia de Huarochirí en el Departamento de Lima, Perú

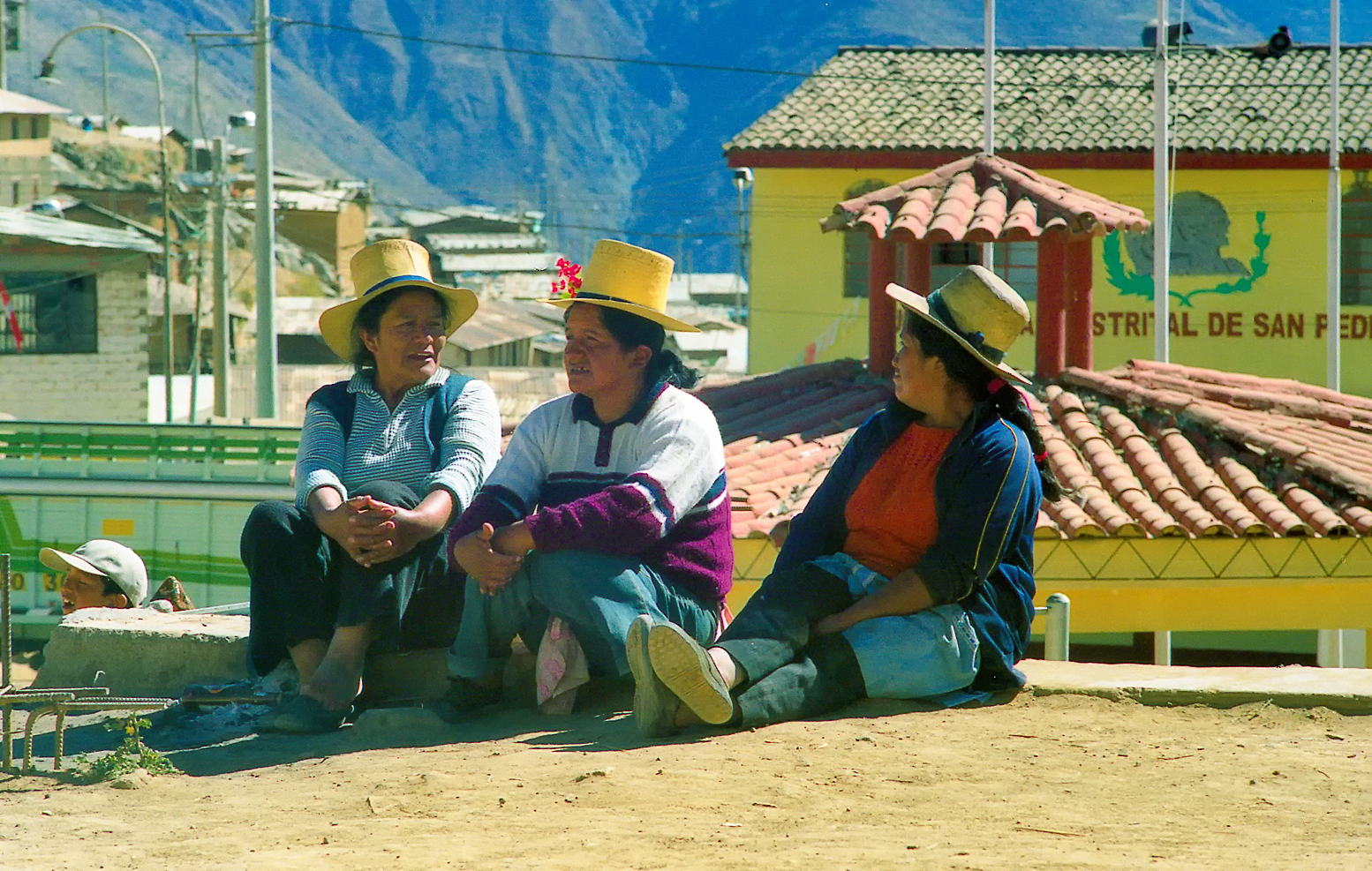
Señoras de San Pedro conversando.

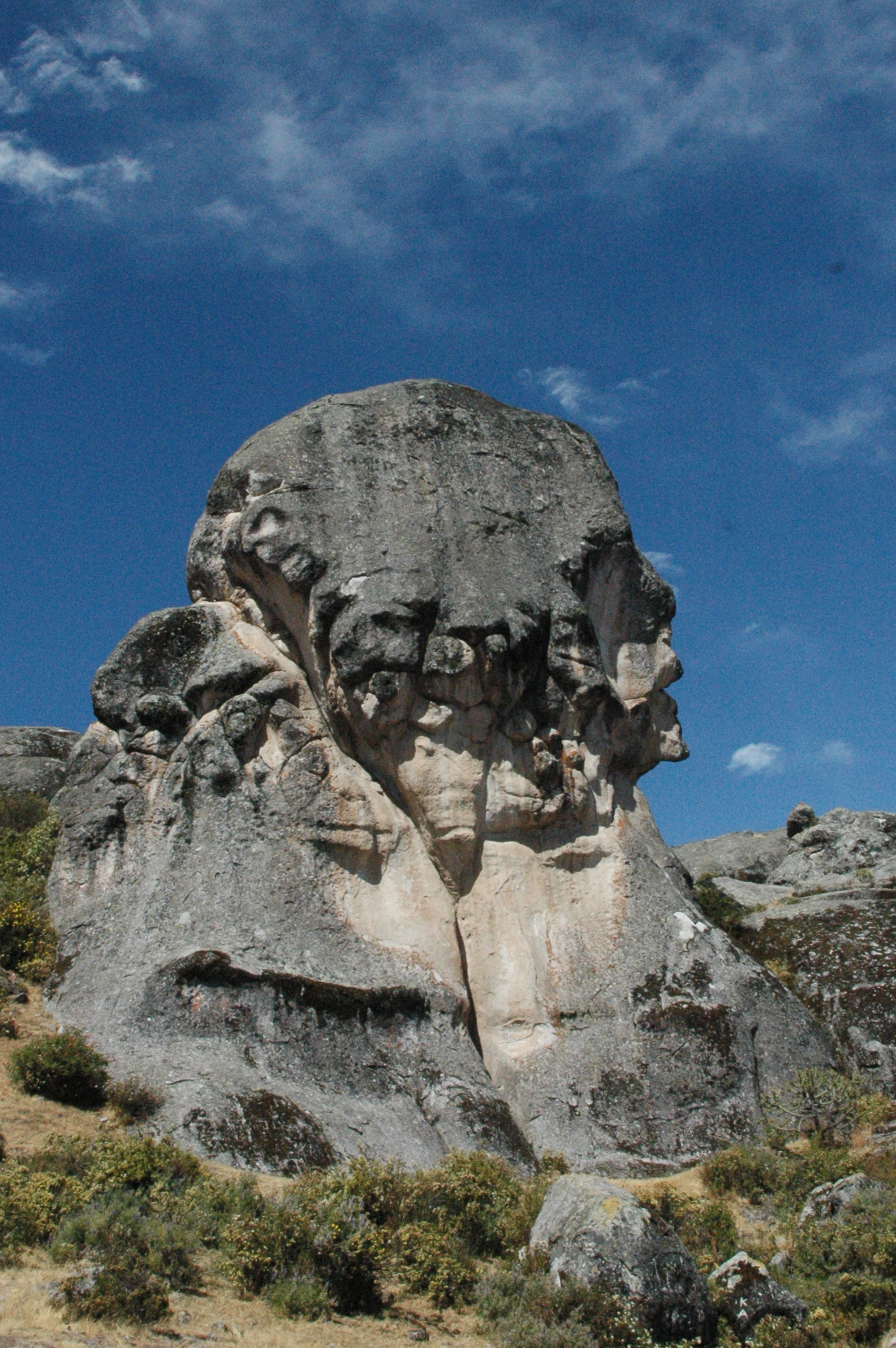
Marcahuasi

El Distrito de San Pedro de Casta es uno de los treinta y dos distritos de la Provincia de Huarochirí en el Departamento de Lima, bajo la administración del Gobierno Regional de Lima-Provincias, Perú.
Dentro de la división eclesiástica de la Iglesia Católica del Perú, pertenece a la Vicaría IV de la Diócesis de Chosica

## Historia
San Pedro de Casta, junto a San Juan de Matucana, Santa María de Jesús de Huarochirí, Carampoma, Santa Eulalia, el asiento minero de Yauli, San Mateo de Huánchor, San Lorenzo de Quinti, San Damián, San José de Chorrillos y Santo Domingo de los Olleros, fue uno de los once distritos que conformaron la provincia de Huarochirí creada por decreto el 4 de agosto de 1821, durante el Protectorado del Libertador José de San Martín.[cita requerida]

## Geografía
El distrito cuenta con una superficie territorial de 79,91 km².
Su capital, el pueblo de San Pedro de Casta, está ubicada a 3 021 m s. n. m.

## Población
Según el censo de población del 2007 el distrito cuenta con 1195 habitantes.

## Marcahuasi
El bosque de piedras de Marcahuasi es una meseta que está a los 3950 m s. n. m., en la comunidad de San Pedro de Casta, valle del río Santa Eulalia, provincia de Huarochirí, departamento de Lima. Se llega allá luego de una larga caminata o a lomo de burro desde el pueblo de San Pedro de Casta, al que se llega por la carretera desde Santa Eulalia.
Es una meseta llena de formaciones rocosas, entre las que destacan la fortaleza a 4150 m s. n. m., el sapo, el valle de las focas, el anfiteatro y por supuesto el imponente monumento a la humanidad lleno de formas que recuerdan rostros por donde se le mire, además lagunas artificiales y ruinas.
La temperatura suele bajar de los 0 °C en las noches
Además de las ya mencionadas  formaciones rocosas se encuentran entre sus atractivos, sus lagunas que reflejan el celeste cielo y que son en realidad hondonadas que captan el agua de las lluvias de verano lagunas, las chulpas. El Investigador  Daniel López  menciona también su impresionante cielo estrellado y su atractivo como "centro magnético" y "avistamiento de ovnis". Todo esto hace que Marcahuasi siga siendo un gran centro de atracción para visitantes.
Actualmente hay una carretera que accede hasta el abra de Portachuelo, casi a la entrada del "Anfietratro"  en donde se ha construido un centro de servicios con  espacio de fogatas, servicios higiénicos y puesto de ventas . para que los visitantes acampen en esta zona y ya no en el anfiteatro

## Autoridades

### Municipales
- 2023 - 2026
  - Alcalde: Victor Vicente Rojas Calixtro ( Patria Joven)
  - Regidores:

  1. Nicanor Homero Crisostomo Rojas (Patria Joven)
  2. Rosamila Ylizabeth Bautista Rojas ( Patria Joven )
  3. Percy Jarzihno Bautista Gonzales (Patria Joven)
  4. Miriam Estefa Bautista Gonzales (Patria Joven)
  5. Crisostomo Bautista Nihl Ricardo (Concertacion para el Desarrollo Regional)

- 2019 - 2022[6]
  - Alcalde: Wilian Gari Rojas Salinas, de Todos por el Cambio
  - Regidores:

  1. Digno Obispo López (Todos por el Cambio)
  2. Urbino Judith Jiménez Callupe (Todos por el Cambio)
  3. Erika Abegail Obispo Bautista (Todos por el Cambio)
  4. Serafín Carlos Bautista Calixtro (Todos por el Cambio)
  5. Roberto Porfirio Rojas Bautista (Alianza para el Progreso)

Alcaldes anteriores
- 2015 - 2018:[7] Cástulo Liberto Obispo Bautista, Movimiento Concertación para el Desarrollo Regional (CDR).
- 2011 - 2014:[8][9] Cástulo Liberto Obispo Bautista, Movimiento Colectivo Ciudadano Confianza Perú (CP).
- 2007 - 2010: Cástulo Liberto Obispo Bautista, Movimiento Nueva Izquierda
- 2003 - 2006: Yldelicia Gliceria Olivares Salinas, Movimiento regional Opción Huarochirana.
- 1999 - 2002: Hebert Mauricio Flores Rojas, Movimiento independiente Opción Huarochirana.
- 1996 - 1998: Hebert Mauricio Flores Rojas, Lista independiente n.º 3 Opción Huarochirana.
- 1993 - 1995: Leliciano Calixtro Cotera, Alianza Izquierda Unida.
- 1990 - 1992: Juan Rojas Obispo, Alianza Izquierda Unida.
- 1987 - 1989: Manuel Jovino Salinas Rodríguez, Partido Aprista Peruano.
- 1984 - 1986: Carlos Raúl Rojas Bautista, Partido Aprista Peruano.
- 1981 - 1983: Alejandro Crisóstomo Bautista, Partido Acción Popular.

### Policiales
- Comisaría de San Pedro de Casta
  - Comisario: Mayor PNP.[10]